# El Minch
El Minch (en inglés, The Minch; en gaélico escocés, «An Cuan Sgith», «Cuan na Hearadh» o «An Cuan Leòdhasach»), también llamado El Minch Norte, es un brazo de mar localizado en el noroeste de Escocia cuyas aguas separan el noroeste de las Highlands y varias de las islas del archipiélago de las Hébridas  —islas de Lewis, Harris (del grupo norte de las Hébridas Exteriores) e isla de Skye (de las Hébridas Interiores)—. También se conoce como «Skotlandsfjörð» («fiordo de Escocia») (o «Scotland's fjord/firth», en nórdico antiguo).

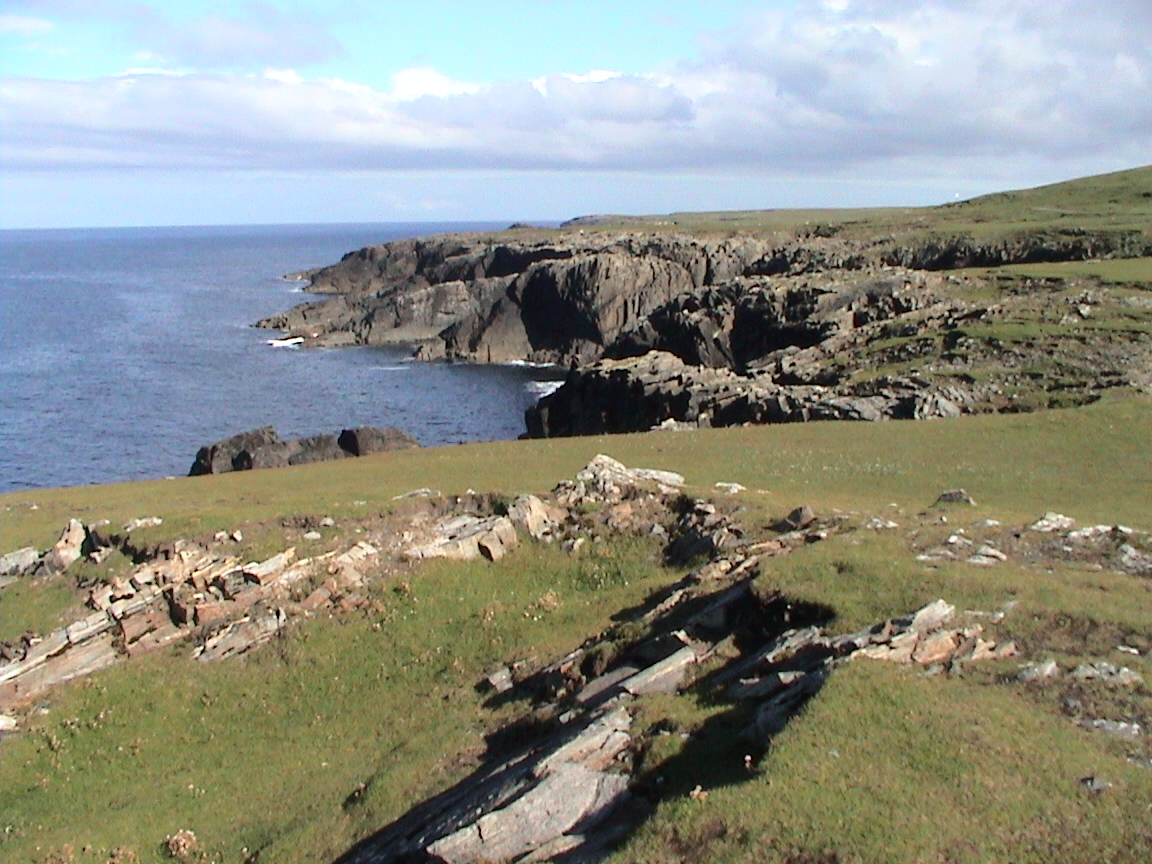
Vista de la punta de Lewis (Butt of Lewis), el punto más septentrional de la isla de Lewis, límite noroccidental de El Minch.

El Pequeño Minch (en inglés, «The Lower Minch»; en gaélico, «an Cuan Canach»), también llamado El Bajo Minch, es otro brazo de mar situado más al sur, que separa la isla de Skye de las islas bajas de las Hébridas Exteriores (North Uist, Benbecula, South Uist, Barra) y que comunica por el sur con el mar de las Hébridas. La combinación de El Minch y el pequeño Minch, el mar de las Hébridas y el canal del Norte constituye los «Mares interiores de Escocia» («Inner Scottish Sea»).
El brazo de mar de El Minch tiene una anchura de entre 30 a 70 km y una longitud aproximada de unos 110 km. Se cree que es el lugar del impacto de un meteorito, el más grande que haya golpeado las islas británicas. El Pequeño Minch tiene una anchura de unos 25 km. 
El Proyecto Minch («Minch Project») es una colaboración entre el «Comhairle nan Eilean SIAR» (un gobierno local de la zona), el Consejo de las Highlands y el «Scottish Natural Heritage», que tiene por objeto reducir la contaminación, minimizar la erosión, reducir al mínimo la basura y promover el turismo —en particular, el turismo de fauna salvaje, como la observación de delfines— en el Minch. La contaminación es motivo de especial preocupación ya que el Minch es una vía marítima muy utilizada, con un tráfico de más de dos millones y medio de toneladas al mes. 
El servicio comercial de ferrys a través de El Minch es operado por la compañía «Caledonian MacBrayne», con la línea Steornabhaght-Ullapool.

## Delimitación
La máxima autoridad internacional en materia de delimitación de mares, la Organización Hidrográfica Internacional («International Hydrographic Organization, IHO), no considera El Minch como un mar independiente, sino formando parte de los «mares interiores de la costa oeste de Escocia» (Inner Seas off the West Coast of Scotland) al que, en su publicación de referencia mundial, «Limits of oceans and seas» (Límites de océanos y mares, 3.ª edición de 1953), asigna el número de identificación 18 y lo define de la forma siguiente:

En el Oeste y Norte.
Una línea que va desde Bloody Foreland (55º10'N, 8º17'W) en Irlanda, hasta el oeste de la isla Tory, hacia Barra Head, al punto suroeste de las islas Hébridas, y desde allí a través de estas islas, de tal manera que las costas occidentales de las principales islas pertenecen al océano Atlántico (23) y todas las aguas del estrecho pertenecen a los Mares Interiores, hasta la Punta de Lewis (Butt of Lewis) (North Point), y desde allí hasta el cabo de la Ira (Cape Wrath) (58º37'N) en Escocia.
En el Sur.
Una línea que une el extremo sur del Promontorio de Galloway (Mull of Galloway) (54º38'N) en Escocia y punta Ballyquintin (54º20'N), en Irlanda.
Limits of oceans and seas, pág. 12.